# Sprengtporten (1768)
Sprengtporten var ett segelfartyg och en fregatt i svenska flottan, som byggdes på varvet i Västervik och sjösattes 1768.

## Historia
Hon var bestyckad med 24 kanoner som senare minskades till 12. Skeppet fick först namnet Enigheten men döptes 1775/1776 om till Sprengtporten, efter Jacob Magnus Sprengtporten. Hon blev Sveriges första fartyg som besökte den svenska kolonin S:t Barthélemy i Västindien efter övertagandet från Frankrike.
År 1810 sänktes hon i Bollösund, Karlskrona skärgård.

## Fartygschefer
- 1784-1785 - Johan af Puke[1]
- 1788 - Victor von Stedingk[2]

## Långresa

### 1784–1785
Resan avsåg att besätta Saint Barthélemy i Västindien som förvärvats av Sverige 1784. Fartygschef var Johan Puke (1751-1816). Med på resan var ett antal soldater, som skulle utgöra en garnison, och administrativ personal, samt öns förste svenska guvernör, major Salomon Mauritz von Rajalin (1757-1825).
Efter att ha avseglat från Göteborg mötte hon direkt hårda vindar, grov sjö och stark kyla och hon började ta in vatten. Man ansåg det nödvändigt att anlöpa Portsmouth för reparation. Den tillträdande guvernören passade då på att resa till London för att tillskansa sig information om Saint Barthélemy som Sverige vid denna tidpunkt hade väldigt knapphändiga uppgifter om. Hon avseglade från Portsmouth först en månad senare i januari 1785 och mötte åter på stormigt väder. Tre man ur den tillträdande garnisonen på ön omkom under överresan, två i sjukdom och en som föll överbord. Den 6 mars 1785 anlände hon slutligen till Saint Barthélemy.
1. Göteborg. Avseglade 4 december 1784
2. Portsmouth, England. Avseglade januari 1785
3. Fort Royal, Martinique, Västindien. Anlöpte 15 februari 1785
4. Saint Pierre, Martinique, Västindien. Bunkring av färskvatten
5. Guadeloupe, Västindien
6. Sint Eustatius, Västindien
7. Saint Barthélemy, Västindien. Anlöpte 6 mars 1785, avseglade 4 juli 1785
8. Vinga
9. Stockholm Anlöpte 9 augusti 1785